# 下一代运载火箭
下一代运载火箭（英語：Next Generation Launch Vehicle，NGLV），以前称作統一運載火箭（英語：Unified Launch Vehicle，ULV）是印度空间研究组织（ISRO）的一個液氧甲烷動力部分可重复使用運載火箭項目，其核心目標是設計一個模塊化結構，最終用以取代PSLV、GSLV和LVM3等現時印度主力的運載火箭。

## 設計

### 初步提案
2013年5月，根據一個網站公開的部份相關細節，统一运载火箭的設計將包括一個共同的核心段和包括四種不同尺寸的上面級助推器。所有四個版本的助推器都是採用固體發動機，其中有至少三個版本是採用地球同步卫星运载火箭（GSLV或GSLV-III）的电动机。在核心段方面，是採用一種名為「SC160」的核心，當中約有一個重約160,000公斤的煤油或液氧推進劑和一個SCE-200火箭发动机。至於上面級方面，是採用一種名為C30的多節火箭，當中約有一個重約300,000公斤的液氢或液氧的推進劑和一個CE-20火箭發動機。
四個助推器的模組分別是：
- 6 × S-13；
- 2 × S-60；
- 2 × S-139；
- 2 × S-200。

统一运载火箭潛在的大型運載火箭模組將包括：
- 比GSLV-III採用的S-250大的固體助推器；
- 一個擁有更厲害的半低溫核心-L-200的SCE-200發動機；
- 一個較大的上面級（L-100）和一個能提供600千牛的CE-60發動機。

ULV的初步设计方案与LVM3（左）的对比

### 新構型

NGLV、NGLV-H、NGLV-SH

## 參见
- 獵鷹9號運載火箭
- 獵鷹重型運載火箭
- 朱雀三號運載火箭
- 長徵十號運載火箭
- 長徵十號甲運載火箭
- 下一代亞利安（英语：Ariane Next）

## 外部連結
- （英文）ULV Description （页面存档备份，存于）
- （英文）ULV development discussion （页面存档备份，存于）

## 資料來源
1. 1 2 3 4  Brügge, Norbert. . B14643.de.   [2015-08-14]. （原始内容存档于2020-11-11）.
2. ↑  . Antariksh Space. 2013-05-03  [2016-05-25]. （原始内容存档于2017-03-05）.
3. ↑  . NASAspaceflight. 2013-05-03  [2015-08-14]. （原始内容存档于2017-03-13）.
4. 1 2  Brügge, Norbert. . B14643.de.   [2015-08-14]. （原始内容存档于2020-11-12）.
5. Brügge, Norbert. . B14643.de.   [2015-08-14]. （原始内容存档于2019-09-16）.
6. (PDF). ISRO.   [2015-08-14]. （原始内容 (PDF)存档于2015-07-12）.
7. (PDF). ISRO.   [2015-08-14]. （原始内容存档 (PDF)于2017-03-29）.
8. . ISRO.   [2015-08-14]. （原始内容存档于2015-10-21）.
9. . ISRO.   [2015-08-14]. （原始内容存档于2014-12-25）.
10. . ISRO.   [2015-08-14]. （原始内容存档于2015-10-27）.